# Karl Hermann von Kahlden
Karl Hermann Johann Adam Woldmar, o Barão von Kahlden (Ludwigslust, Alemanha, 20 de maio de 1831 — Rio de Janeiro, 13 de setembro de 1910) foi um político e administrador teuto-brasileiro.
Proveniente de uma tradicional família de militares prussianos foi oficial do exército da Prússia e veio ao Brasil em 1851 como mercenário Brummer para participar da guerra contra Oribe e Rosas.
Permaneceu no Brasil onde participou dos trabalhos de medição da Colônia de Santo Ângelo. Em 1857 foi nomeado diretor da colônia, em substituição a Florian Von Zurowski, tornando-se a figura mais importante de sua história, permanecendo no cargo até 1882. Seus relatórios são hoje fonte de pesquisa histórica.
Em 1867 acumulou interinamente a direção da colônia São Lourenço dominada por um motim. Tendo os líderes sido presos, os ânimos foram logos aplacados. O barão então convenceu Jacob Rheingantz a retomar a direção de sua colônia.
De 1883 a 1887 foi eleito vereador em Cachoeira do Sul e administrador da colônia. Em 1889 foi eleito deputado da Assembleia Provincial do Rio Grande do Sul pelo Partido Liberal.
Casou-se na Igreja de Nossa Senhora do Rosário, em Porto Alegre com Carolina Cândida Gomes da Silva, filha do Comissário-Geral Antônio Candido Gomes da Silva, no dia 16 de setembro de 1855.

## Fonte de referência
- COARACY, Vivaldo. A Colônia de São Lourenço e seu fundador - Jacob Rheingantz. Oficinas Gráficas Saraiva, São Paulo, 1957.